# دانه‌های فوردایس

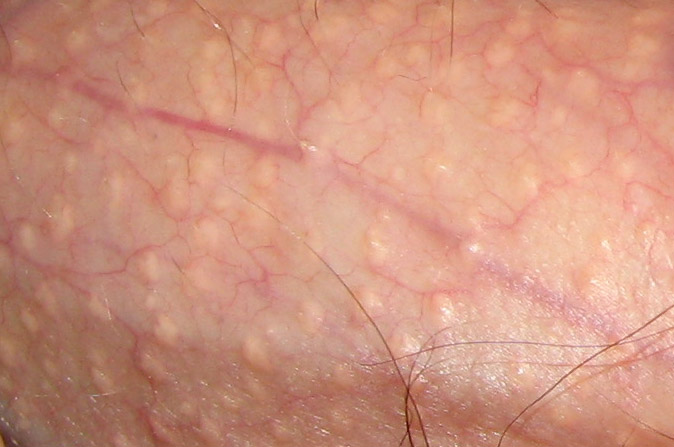
دانه‌های فوردایس بر روی آلت تناسلی مرد

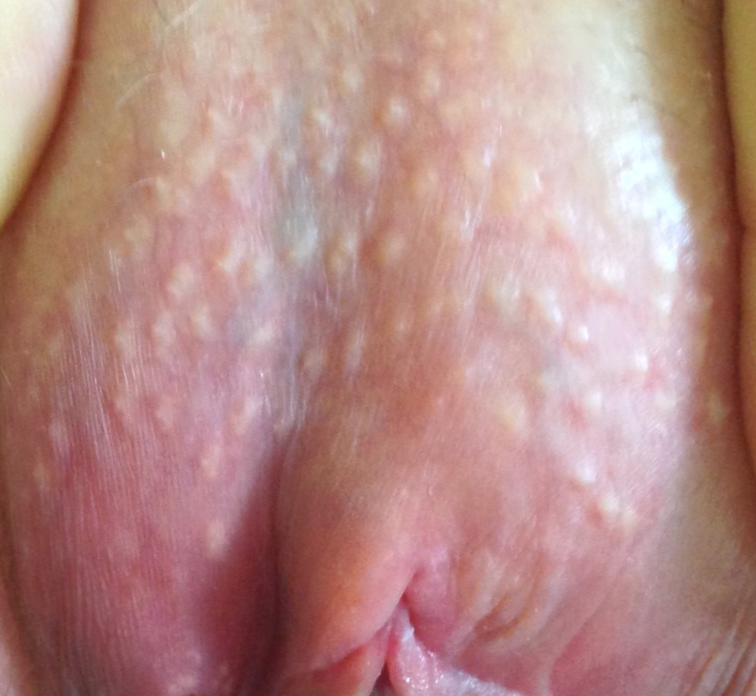
دانه‌های فوردایس بر روی ناحیه تناسلی زن

دانه‌های فوردایس (انگلیسی: Fordyce spots) غدد چربی پوست هستند که در اکثر افراد وجود دارند. آنها در قسمت تناسلی، صورت و دهان افراد دیده می‌شوند. این دانه‌ها کوچک و بدون درد هستند و اندازهٔ آنها بین ۱ تا ۳ میلی‌متر است. علت به وجود آمدن دانه‌های فوردایس، بزرگ شدن غدد سباسه زیر پوست است.

## درمان
دانه‌های فوردایس طبیعی هستند و نیازی به درمان ندارند. اما در صورت تمایل به درمان، لیزر بهترین گزینه است.

## تاریخچه
نام این بیماری از روی نام خانوادگی یک درماتولوژی آمریکایی به نام جان ادیسون فوردایس انتخاب شده است.